# Rejczuchy
Rejczuchy (deutsch Karolinenhof) ist ein Ort in der polnischen Woiwodschaft Ermland-Masuren. Er gehört zur Gmina Barczewo (Stadt-und-Land-Gemeinde Wartenburg in Ostpreußen) im Powiat Olsztyński (Kreis Allenstein).

## Geographische Lage
Rejczuchy liegt 250 Meter nördlich des Kirmeß-Sees (polnisch Jezioro Kiermas) im Westen der Woiwodschaft Ermland-Masuren, 16 Kilometer östlich der Kreis- und Woiwodschaftshauptstadt Olsztyn (deutsch Allenstein).

## Geschichte
1855 gilt als das Gründungsjahr des anfangs Abbau Reyczug genannten und lediglich aus einem mittleren Hof bestehenden Ortes. Am 24. August jenen Jahre wurde amtlich dokumentiert: „Dem auf der Feldmark der Stadt Wartenburg in einer Entfernung von 1/4 Meile belegenen dem Grundbesitzer Reyczug gehörigen Abbau ist von der Königlichen Regierung der Name Carolinen-Hoff beigelegt worden, ohne daß in den bisherigen Communal-, polizeilichen und sonstigen Verhältnissen hierdurch etwas geändert ist“. Bis 1945 war Karolinenhof ein Wohnplatz in der Stadt Wartenburg i. Ostpr. (polnisch Barczewo). Bei der Volkszählung am 1. Dezember 1905 zählte der kleine Ort zwei Wohngebäude bei 39 Einwohnern.
Mit der Abtretung des gesamten südlichen Ostpreußen 1945 in Kriegsfolge kam auch Karolinenhof unter die Herrschaft Polens. Der Ort erhielt die polnische Namensform „Rejczuchy“ und ist heute Teil des Schulzenamts (polnisch Sołectwo) Zalesie (Vorwerkswalde) innerhalb der Stadt-und-Land-Gemeinde Barczewo (Wartenburg i.Ostpr.) im Powiat Olsztyński (Kreis Allenstein), von 1975 bis 1998 der Woiwodschaft Olsztyn, seither der Woiwodschaft Ermland-Masuren zugehörig. Im Jahre 2011 zählte Rejczuchy 22 Einwohner.

## Kirche
Bis 1945 war Karolinenhof in die evangelische Kirche Wartenburg (Ostpreußen) in der Kirchenprovinz Ostpreußen der Kirche der Altpreußischen Union, außerdem in die römisch-katholische St.-Anna-Kirche der Stadt Wartenburg eingepfarrt.
Heute gehört Rejczuchy katholischerseits auch noch zur Pfarrei Barczewo, jetzt im Erzbistum Ermland gelegen. Evangelischerseits halten sich die Einwohner zur Christus-Erlöser-Kirche Olsztyn (Allenstein) in der Diözese Masuren der Evangelisch-Augsburgischen Kirche in Polen.

## Verkehr
Rejczuchy ist über eine Stichstraße zu erreichen, die von der Straße Barczewo–Grzegrzółki (Kukukswalde) wenige Kilometer hinter Barczewo in westlicher Richtung abzweigt. Eine Anbindung an den Bahnverkehr besteht nicht.